# Pekelot
Pekelot är en liten  halvö på ön Norrskata i Åbolands skärgård i Finland.   Den ligger i landskapet Egentliga Finland, i den sydvästra delen av landet, 180 km väster om huvudstaden Helsingfors.